# تنورة عمل
تنورة العمل هي تنورة مصمَّمة بشكل محافظ، تشبه أسلوب البنطلون المثاليِ إلى ثوبِ العملِ العاديِ. تتفاوت تنورات العمل في الطول، لكن إلى حدّ الركبة عموماً. من حينٍ لآخر، قد يصل طولها إلى طول الكاحل أو الفساتين القصيرة. الاسم «تنورة عمل» معطاة لأن هذه التنورات تُعتبر مقبولة عموماً ويُفضّل في أغلب الأحيان أن يتم لبسها للعمل في المواقع كثيراً من قبل النساء. في نفس الوقت، تنورات العمل تلبسها النساء في المناسبات خارج موقع العمل.
تنورات العمل تصنع عادة من الأنسجة الشائعة عند فترات هدوء العملِ العادية، مثل الأقمشة الكاكية أو الكودرية، لكن كدينيم أصبح أكثر قبولاً في خطوط المهنة، الجينز يحاذي تركيب نفس الوصف. تجيء بعض تنورات العمل مع السترِة كبدلة.

## الخصائص
إنّ الخصائص المشتركة تنورة العمل:
- اللون الغامق (سمرة مشتركة).
- ظهور مضبوط عموماً.
- خط خصر ملائم.
- حلقات حزام.
- الجيوب الخلفية (أحياناً).